# Marina Rice Bader
Marina Rice Bader (...) è una regista, produttrice cinematografica e sceneggiatrice canadese.

## Biografia
Madre di 3 figli, nel 2009 scoprì di sentirsi lesbica dopo aver incontrato la regista Nicole Conn, con cui intraprese una lunga relazione sentimentale (in seguito interrotta).
Sempre nel 2009 fondò la casa di produzione Soul Kiss Films, specializzata in produzioni cinematografiche a tema saffico..

## Filmografia
- Elena Undone (2010) - produzione esecutiva
- A Perfect Ending (2012) - produzione esecutiva
- Anatomia di un amore visto (Anatomy of a Love Seen, 2014) - regia, sceneggiatura, recitazione
- Raven's Touch (2015) - produzione, regia
- Le cose impossibili di Ava (Ava's Impossible Things, 2016) - produzione, regia, sceneggiatura
- Dating in Place (serie TV, 2020) - produzione, regia